# Rebeca Quijas Luna
Rebeca Quijas Luna (3 de octubre de 1978) es una deportista mexicana que compitió en taekwondo. Ganó tres medallas en el Campeonato Panamericano de Taekwondo entre los años 1996 y 2000.

## Palmarés internacional
| Campeonato Panamericano | Campeonato Panamericano | Campeonato Panamericano | Campeonato Panamericano |
| Año                     | Lugar                   | Medalla                 | Categoría               |
| ----------------------- | ----------------------- | ----------------------- | ----------------------- |
| 1996                    | La Habana (Cuba)        | Medalla de plata        | +70 kg                  |
| 1998                    | Lima (Perú)             | Medalla de oro          | –70 kg                  |
| 2000                    | Oranjestad (Aruba)      | Medalla de plata        | –72 kg                  |